# Nanchuan
Nanchuan is een stad in de Chinese provincie Chongqing. Nanchuan is ook een arrondissement. 
Nanchuan heeft ruim 640.000 inwoners.